# 親族関係にある政治家一覧
親族関係にある政治家一覧（しんぞくかんけいにあるせいじかいちらん）では、前職・元職も含めて政治家とみなされる公職、地位にある人物で、互いに親族関係にある人物を挙げる。
この一覧では、曽祖父・曽祖母→祖父・祖母（大おじ・大おば）→父・母（おじ・おば）→本人（兄弟姉妹）→息子・娘（甥・姪）→孫息子・孫娘（大甥・大姪）→曽孫の古い順に掲載する。

## 日本
太字は現在公職に就いている者を表す。

### 国会議員

#### 自由民主党

##### あ行
- 逢沢寛 - 逢沢英雄 - 逢沢一郎
- 青木幹雄 - 青木一彦[1]
- 赤沢正道 - 赤沢亮正（孫）
- 浅尾長慶 - 浅尾慶一郎（曾孫）
- 大久保利通・三島通庸 - 牧野伸顕・麻生太吉 - 吉田茂 - 麻生太賀吉 - 麻生太郎
- 岸信介・佐藤栄作（実兄） - 佐藤信二 - 阿達雅志（娘婿）
- 安倍寛・岸信介・佐藤栄作（岸の実弟） - 安倍晋太郎（寛の長男、信介の娘婿） - 安倍晋三・岸信夫（三男で晋三の弟） - 岸信千世（信夫の長男）
- 甘利正 - 甘利明
- 石原慎太郎 - 石原伸晃・石原宏高
- 石破市造 - 石破二朗 - 石破茂
- 石橋良三 - 石橋林太郎
- 井出一太郎 - 井出正一 - 井出庸生（正一の甥）
- 伊藤宗一郎 - 伊藤信太郎
- 井原岸高 - 井原巧（孫）
- 岩屋啓 - 岩屋毅
- 上原正吉 - 土屋義彦（甥） - 土屋品子（義彦の娘）
- 臼井荘一 - 臼井日出男 - 臼井正一
- 江崎真澄 - 江崎鉄磨・江崎洋一郎
- 江島淳 - 江島潔
- 江渡誠一・江渡龍博 - 江渡聡徳
- 江藤隆美 - 江藤拓
- 太田豊秋 - 太田光秋
- 大塚雄司 - 大塚隆朗
- 大塚拓・丸川珠代（夫婦）
- 大西英男 - 大西洋平
- 大野功統 - 大野敬太郎
- 奥谷通 - 奥谷謙一
- 奥野貞治 - 奥野誠亮 - 奥野信亮
- 小里貞利 - 小里泰弘
- 越智通雄 - 越智隆雄
- 小野寺信雄 - 小野寺五典（娘婿）
- 小渕光平 - 小渕光平 (2代目)・小渕恵三 - 小渕優子
- 尾身幸次 - 尾身朝子

##### か行
- 柿澤弘治 - 柿沢未途
- 景山俊弘 - 景山俊太郎
- 梶山静六 - 梶山弘志
- 加藤寛治 - 加藤竜祥
- 加藤浩一 - 加藤明良
- 加藤精三 - 加藤紘一 - 加藤鮎子
- 加藤高蔵 - 狩野明男（娘婿）・狩野安 - 狩野岳也
- 加藤六月 - 加藤勝信（娘婿）
- 金子一平 - 金子一義 - 金子俊平
- 金子岩三 - 金子原二郎 - 金子容三
- 亀岡高夫 - 亀岡偉民（甥・養子）
- 唐沢俊樹 - 唐沢俊二郎
- 川崎克 - 川崎秀二 - 川崎二郎 - 川崎秀人
- 河本嘉久蔵 - 河本英典
- 岸田正記 - 岸田文武 - 岸田文雄
- 木村文男 - 木村守男 - 木村太郎・木村次郎
- 高田富與 - 鯨岡兵輔（従兄の子）
- 倉成庄八郎 - 倉成正 - 倉成正和
- 栗原祐幸 - 栗原裕康
- 小泉又次郎 - 小泉純也（娘婿） - 小泉純一郎 - 小泉進次郎
- 河野一郎・河野謙三 - 河野洋平 - 河野太郎
- 河野金昇 - 河野孝子（妻）
- 高村坂彦 - 高村正彦 - 高村正大
- 河本敏夫 - 河本三郎
- 國場幸昌 - 國場幸之助（大甥）
- 小坂善之助 - 小坂順造 - 小坂善太郎・小坂徳三郎 - 小坂憲次
- 後藤文夫 - 後藤正夫
- 後藤田正晴 - 後藤田正純（大甥）
- 小西哲 - 小西理（弟）
- 小林絹治 - 小林正巳
- 小林多門 - 小林弘幸 (政治家)・小林裕恵（義理の娘）
- 近藤元次 - 近藤基彦

##### さ行
- 佐藤鶴七 - 佐藤昌次 - 佐藤勉
- 斉藤滋与史・増岡博之 - 斉藤斗志二
- 桜田義孝 - 桜田真太郎
- 笹川良一 - 笹川堯 - 笹川博義
- 椎名隆 - 椎名一保（孫）
- 塩川正三 - 塩川正十郎 - 塩川憲史
- 塩崎潤 - 塩崎恭久 - 塩崎彰久
- 塩谷一夫 - 塩谷立
- 志賀健次郎 - 志賀節
- 七条武夫 - 七条広文 - 七条明
- 小沢潔 - 清水清一朗（娘婿）
- 島村一郎 - 島村宜伸
- 久良知寅次郎 - 自見庄三郎（曽孫[2]） - 自見英子（夫は橋本岳[3]）
- 菅和三郎 - 菅義偉
- 助川啓四郎 - 助川良平
- 鈴木善幸 - 麻生太郎（長女の娘婿）・鈴木俊一
- 鈴木宗男 - 鈴木貴子
- 砂田重政 - 砂田重民 - 砂田圭佑（重民の甥）
- 住栄作 - 住博司
- 関口恵造 - 関口昌一
- 関谷勝利 - 関谷勝嗣
- 世耕弘一 - 世耕政隆 - 世耕弘成（政隆の甥）

##### た行
- 高鳥修 - 高鳥修一
- 竹内俊吉 - 竹内黎一
- 田中六助 - 武田良太（甥）
- 竹下勇造 - 竹下登・竹下亘（弟）[1]
- 武部勤 - 武部新
- 竹山祐太郎 - 竹山裕
- 伊達忠一 - 伊達忠応
- 橘清治郎 - 橘林太郎 - 橘直治 - 橘康太郎 - 橘慶一郎
- 田中義一 - 田中龍夫
- 田中啓一 - 田中良生
- 田邊七六 - 田邊圀男
- 谷洋一 - 谷公一
- 谷川昇 - 谷川和穂
- 谷垣専一 - 谷垣禎一
- 田野瀬良太郎 - 田野瀬太道
- 松野幸泰 - 松野幸昭・棚橋泰文（甥）
- 田村實 - 田村良平 - 田村公平
- 田村秢 - 田村元 - 田村憲久（甥）
- 中馬馨 - 中馬弘毅
- 塚田十一郎 - 塚田徹・塚田一郎
- 塚原俊郎 - 塚原俊平
- 津島文治 - 津島雄二（姪婿） - 津島淳
- 鶴保庸介・野田聖子（元夫婦）[4]
- 池田勇人 - 池田行彦（娘婿） - 寺田稔（甥）
- 戸井田三郎 - 戸井田徹
- 渡海元三郎 - 渡海紀三朗
- 徳田虎雄 - 徳田毅
- 床次竹二郎 - 床次徳二・佐藤重遠（娘婿）

##### な行
- 永岡洋治 - 永岡桂子（妻）
- 中川一郎 - 中川昭一 - 中川郁子（妻）
- 原文兵衛 - 中川雅治（娘婿）
- 中島知久平 - 中島源太郎 - 中島洋次郎
- 中曽根康弘 -中曽根弘文 - 中曽根康隆
- 永田秀次郎 - 永田亮一
- 中谷貞頼 - 中谷元（孫息子）
- 中野清 - 中野英幸
- 長峯基 - 長峯誠
- 中村庸一郎 - 中村正三郎
- 中村梅吉 - 中村靖
- 中山榮一 - 中山利生 - 中山一生
- 中山福蔵・中山マサ - 中山太郎・中山正暉 - 中山泰秀（正暉の息子）
- 楢橋渡 - 楢橋進
- 二階俊太郎 - 二階俊博
- 西川公也 - 西川鎮央
- 西田吉宏 - 西田昌司
- 西野陽 - 西野茂（弟）
- 西野陽 - 西野弘一・西野修平
- 吹田愰 - 西村康稔（娘婿）
- 西銘順治 - 西銘順志郎・西銘恒三郎
- 丹羽兵助・丹羽久章 - 丹羽秀樹（兵助の孫息子）
- 額賀万寿夫 - 額賀福志郎
- 根本祐太郎 - 根本匠(曾孫) - 根本拓
- 野上徹 - 野上浩太郎
- 野田武夫 - 野田毅（娘婿）
- 野田卯一 - 野田聖子（孫）・鶴保庸介（元夫婦）[4]
- 野中英二 - 野中厚（孫）
- 野呂恭一 - 野呂昭彦

##### は行
- 橋本龍伍 - 橋本龍太郎・橋本大二郎 - 橋本岳（龍太郎の息子、妻は自見英子[3]）
- 服部安司 - 服部三男雄
- 鳩山和夫 - 鳩山一郎・鳩山秀夫 - 鳩山威一郎 - 鳩山由紀夫・鳩山邦夫 - 鳩山二郎（邦夫の息子）
- 葉梨新五郎 - 葉梨信行 - 葉梨康弘
- 羽生田進 - 羽生田俊
- 浜田幸一 - 浜田靖一
- 浜野清吾 - 浜野剛
- 林有造 - 林譲治 - 林迶
- 林大幹 - 林幹雄 - 林幹人
- 林平四郎 - 林佳介 - 林義郎 - 林芳正
- 平井太郎 - 平井卓志 - 平井卓也
- 平沼騏一郎 - 平沼赳夫（兄の曽孫→養子） - 平沼正二郎
- 福岡日出麿 - 福岡資麿（孫息子）
- 福田赳夫 - 福田宏一（弟）・福田康夫－福田達夫
- 福永健司－福永信彦
- 藤井丙午 - 藤井孝男
- 大原博夫 - 藤田正明（娘婿） - 藤田雄山
- 元田肇 - 船田中・船田享二・藤枝泉介（船田家から養子） - 船田譲（中の息子） - 船田元・畑恵（夫婦）
- 藤本捨助 - 藤本孝雄
- 二田是儀 (初代) - 二田是儀 - 二田孝治
- 古屋善造 - 古屋慶隆 - 古屋亨 - 古屋圭司
- 穂坂邦夫 - 穂坂泰
- 升田憲元 - 細田吉蔵（娘婿） - 細田博之
- 保利茂 - 保利耕輔
- 堀内藤右衛門 - 堀内良平 - 堀内一雄 - 堀内光雄 - 堀内詔子（光雄の息子の嫁）
- 本田良一 - 本田顕子
- 本間俊一 - 本間俊太郎

##### ま・や・わ行
- 前田佳都男 - 前田勲男
- 松平恒雄 - 松平勇雄（甥）
- 松永東 - 松山千恵子・松永光（東の養子）
- 松本十郎 - 松本剛明（高祖父は伊藤博文）
- 町村金弥 - 町村敬貴・町村金五 - 町村信孝（金五の息子） - 和田義明（信孝の次女の夫）
- 松田九郎 - 松田正民
- 丸川珠代・大塚拓（夫婦）
- 三浦八水 - 三浦一水
- 三ッ林幸三 - 三ッ林弥太郎 - 三ッ林隆志・三ッ林裕巳
- 三原朝雄 - 三原征彦・三原朝彦 - 三原朝利（征彦の息子）
- 御法川英文 - 御法川信英
- 宮崎謙介 - 金子恵美（妻）
- 宮澤裕 - 宮澤喜一・宮澤弘 - 宮澤洋一（弘の息子）
- 宮路和明 - 宮路拓馬
- 宮下創平 - 宮下一郎
- 三善信房 - 三善信二
- 武藤嘉門 - 武藤嘉一 - 武藤嘉文 - 武藤容治
- 村上紋四郎 - 村上信二郎・村上孝太郎 - 村上誠一郎・岡田克也（孝太郎の娘婿、現在は立憲民主党）
- 藤井勝志－村田吉隆（娘婿）
- 最上政三・最上英子 - 最上進（政三の養子）
- 粟山博 - 粟山秀・粟山明
- 森矗昶・岩瀬亮 - 森曉・森清・森美秀 - 森英介（美秀の息子）
- 森山欽司 - 森山眞弓（妻）
- 森喜平 - 森茂喜 - 森喜朗  - 森祐喜
- 大平正芳 - 森田一（娘婿）
- 保岡武久 - 保岡興治 - 保岡宏武
- 柳本卓治 - 柳本顕（甥）
- 山口泰明 - 山口晋
- 山崎岩男 - 山崎竜男 - 山崎力 - 山崎結子
- 山﨑孝明 - 山﨑一輝
- 山下元利 - 山下英利
- 山村新治郎 (10代目) - 山村新治郎 (11代目)
- 山本友一 - 山本公一
- 山本雅雄 - 山本治 - 山本拓・高市早苗(妻) - 山本建
- 横内要 - 横内正明・横内公明
- 竹内綱 - 吉田茂（吉田健三の養子へ） - 麻生太賀吉（娘婿） - 麻生太郎
- 若林正俊 - 若林健太

#### 国民民主党・民進党・民主党
- 石井廣治 - 石井一- 石井健一郎（一の甥）・石井登志郎（一の長男）・石井秀武（親類）
- 石田又七 - 石田勝之（孫息子）
- 一川保正 - 一川保夫 - 一川政之
- 大石倫治 - 大石武一 -大石正光
- 大出俊 - 大出彰
- 岡田哲児 - 柏熊光代
- 奥田敬和 - 奥田建
- 鹿野彦吉 - 鹿野道彦
- 神田大作 - 神田厚
- 加藤高明・木内重四郎・幣原喜重郎（以上3人は互いに義兄弟）・関屋貞三郎 - 岡部長景（高明の娘婿） - 木内孝胤（重四郎・貞三郎の曾孫）
- 岸本光造 - 岸本健
- 小平忠 - 小平忠正
- 青木一男 - 小宮山洋子（孫娘）
- 佐々木秀世 - 佐々木秀典
- 佐藤観次郎 - 佐藤観樹（辞職・民主党除籍）
- 金光庸夫 - 金光義邦・佐藤一郎（娘婿） - 佐藤謙一郎（一郎の息子）
- 榛葉達男 - 榛葉賀津也
- 永井柳太郎 - 永井道雄 - 鮫島宗明（道雄の甥）
- 田中角栄 - 田中眞紀子（娘）・田中直紀（娘婿）
- 鈴木直人 - 田中直紀
- 玉置一徳 - 玉置一弥
- 津島源右衛門 - 津島英治 - 津島恭一（英治の孫息子）
- 高橋英吉 - 高橋英吾 - 高橋英行
- 中井徳次郎 - 中井洽
- 楢崎弥之助 - 楢崎欣弥
- 西岡竹次郎・西岡ハル - 西岡武夫 - 西岡秀子
- 鳩山和夫 - 鳩山一郎・鳩山秀夫 - 鳩山威一郎 - 鳩山由紀夫 - 鳩山紀一郎
- 世耕弘成 - 林久美子（妻）
- 日野吉夫 - 日野市朗
- 堀込義雄 - 堀込征雄
- 前田勇 - 前田正男・堀栄三 - 前田武志（甥）
- 松崎良太郎 - 松崎公昭
- 松本治一郎 - 松本英一（養子） - 松本龍
- 水島裕 - 水島広子
- 水野清 - 水野賢一（養子）
- 村岡兼造 - 村岡敏英
- 室井邦彦 - 室井秀子（妻）
- 岩橋克次・本村和喜 - 本村賢太郎
- 横路節雄 - 横路孝弘
- 村山達雄 - 和田隆志（孫娘の夫）
- 渡部又左エ門 - 渡部恒三 - 佐藤雄平（恒三の甥）

※肥田次郎 - 肥田美代子と記載されているものがあるが、こちらの美代子は同姓同名の別人（国会議員の肥田美代子ではない）。

#### 日本維新の会
- 東武(大阪府議会議員) - 東徹
- 岩永峯一 - 岩永裕貴
- 浦野靖彦 - 浦野靖人
- 片山虎之助 - 片山大介
- 桑原久美子 - 桑原宏史（夫）
- 西野米太郎 - 西野陽・西野茂 - 西野弘一・西野修平
- 林佑美 - 林隆一（夫）
- 藤巻幸夫・藤巻健史（異母兄弟）- 藤巻健太（健史の子）
- 松浪啓一・松浪健四郎 （弟）- 松浪健太・松浪武久（健太は啓一、健四郎の甥、武久は啓一の息子）
- 山本剛正 - 西村正美（妻）

#### 公明党
- 浅井亨 - 浅井美幸
- 石田次男 - 石田幸四郎（弟）
- 梅渓通魯 - 梅溪通虎 - 池坊保子
- 風間昶 - 石川博崇（娘婿）
- 多田省吾 - 多田時子（妻）
- 北側義一 - 北側一雄
- 富田文治 - 富田茂之
- 北条雋八 - 北条浩（甥）
- 渡部一郎 - 渡部通子（妻）

#### 立憲民主党
- 荒井聰 - 荒井優
- 石川知裕 - 石川香織（妻）
- 石橋大吉 - 石橋通宏
- 伊藤丑太郎 - 伊藤左門 - 伊藤公介 - 伊藤俊輔
- 筒井信隆 - 梅谷守（娘婿）
- 美濃部貞亮 - 岡田克也（玄孫）
- 岡島正之 - 岡島一正
- 小沢佐重喜 - 小沢一郎
- 金子徳之介 - 金子恵美
- 有馬頼寧 - 亀井久興（孫息子） - 亀井亜紀子
- 山田弥一 - 川内博史（義理の孫息子）
- 川田悦子 - 川田龍平
- 菅直人 - 菅源太郎
- 黒岩秩子 - 黒岩宇洋
- 佐藤栄佐久 - 玄葉光一郎（娘婿）
- 羽田武嗣郎 - 神津健（孫）
- 小宮山常吉 - 小宮山重四郎 - 小宮山泰子
- 佐藤守良 - 佐藤公治
- 下条康麿 - 下条進一郎 - 下条光康
- 高木錬太郎 - 高木真理（妻）
- 三木武夫 - 高橋紀世子 - 高橋永
- 田名部政次郎 - 田名部匡省 - 田名部匡代
- 辻一彦 - 辻一憲・辻英之
- 寺田典城 - 寺田学
- 中島真人 - 中島克仁
- 西村智奈美 - 本多平直（夫）
- 羽田武嗣郎 - 羽田孜 - 羽田雄一郎・羽田次郎
- 山岡賢次 - 山岡達丸
- 山田正彦 - 山田勝彦
- 山花秀雄 - 山花貞夫 - 山花郁夫
- 渡辺朗 - 渡辺周

#### 無所属
- 大野伴睦 - 大野明・大野つや子（大野明夫人）- 大野泰正
- 寺田学 - 寺田静（妻）
- 中村喜四郎(初代)・中村登美（初代喜四郎の妻） - 中村喜四郎(2代目) - 中村勇太

#### 政党以外
- 愛野時一郎 - 愛野興一郎
- 青木早苗・青木英二（弟）- 青木英太
- 朝木明代 - 朝木直子
- 麻生久 - 麻生良方 - 麻生輝久
- 安倍源基 - 安倍基雄（源基は内務大臣。基雄は民社党→新進党→自由党→保守党）
- 鮎川義介 - 鮎川金次郎
- 石井廣治 - 石井一二（兄は民主党の石井一）
- 板垣征四郎 - 板垣正（征四郎は陸軍大臣、正は自民党）
- 犬養毅 - 犬養健・芳澤謙吉（娘婿）
- 宇治田省三 - 宇治田栄蔵
- 宇田川芳雄 - 宇田川聡史
- 江藤新平 - 江藤新作・江藤源九郎（従兄弟）- 江藤夏雄（新作の息子）
- 大橋正雄 - 大橋建一
- 大原博夫 - 藤田正明（娘婿） - 藤田雄山
- 岡崎久次郎 - 岡崎勝男（弟）
- 岡田春夫（先代） - 岡田春夫
- 尾崎行雄 - 尾崎行輝
- 翁長助静 - 翁長助裕・翁長雄次・翁長雄志 - 翁長雄治（雄志の子）
- 川合喜一 - 川合善明
- 川口正志 - 川口信（孫、正志は社民党、信は自民党）
- 貴志八郎 - 貴志啓一（八郎は社会党、啓一は自民党）
- 北勝太郎 - 北二郎・北修二・北良治
- 木下郁・木下哲（弟）- 木下敬之助
- 紅露昭 - 紅露みつ（妻）
- 後藤新平 - 鶴見祐輔（娘婿）
- 佐々友房 - 佐々弘雄 - 紀平悌子
- 沢藤幸治 - 沢藤礼次郎
- 志位明義 - 志位和夫（ともに日本共産党だが明義は元船橋市議会議員、和夫は衆議院議員）
- 高野長英 - 後藤新平 - 椎名悦三郎 - 椎名素夫（悦三郎は自民党、素夫は自民党→自由の会→無所属の会）
- 四方八洲男 - 四方源太郎
- 嶋崎均 - 嶋崎譲（弟。均は自民党、譲は社会党）
- 鈴木安孝 - 鈴木一（安孝は自由党、一は無所属→社会党→民社党）
- 鈴木麟三 - 穂積七郎 - 穂積亮次
- 關一 - 關淳一（孫息子）
- 関矢孫左衛門 - 関矢橘太郎 - 関矢孫一
- 横田忠夫 - 横田チエ（妻）- 横田綾二 - 高橋比奈子- 高橋康介（忠夫は無産政党。チエは社会党。綾二は共産党。比奈子と康介は自民党）
- 高辻武邦 - 高橋はるみ・新田八朗（孫）
- 田中義一 - 田中龍夫・小沢太郎（女婿）- 小沢克介（太郎は自民党。克介は日本社会党→新党さきがけ）
- 松本烝治 - 田中耕太郎（娘婿）
- 田川平三郎 - 田川誠治 - 田川誠一
- 田原春次 - 吉川兼光（弟、春次は社会党、兼光は社会党→民社党）
- 長井孝雄 - 長井秀和（孝雄は公明党武蔵村山市議、秀和は西東京市議（無所属））
- 中川一郎 - 中川義雄（弟、一郎は自民党・義雄は自民党→たちあがれ日本） - 中川賢一
- 西村栄一 - 西村章三（栄一の甥）・西村眞悟 - 西村日加留
- 岡澤完治 - 西村眞悟（娘婿）
- 野中広務 - 野中一二三（弟）
- 服部憲春 - 服部公英（孫息子）
- 初村滝一郎 - 初村謙一郎（滝一郎は自民党。謙一郎は日本新党→新進党）
- 早川一夫 - 早川尚秀
- 原脩次郎 - 原彪
- 藤代七郎 - 藤代孝七
- 降旗元太郎 - 降旗徳弥
- 細川護立・近衛文麿 - 細川護熙（孫息子）
- 穂積惇 - 穂積志（惇は社会党。志は自民党→秋田市長）
- 穂積陳重・穂積八束 - 穂積重遠・穂積真六郎
- 堀切善兵衛 - 堀切善次郎（弟）
- 牧口義方 - 牧口義矩
- 牧野英一 - 牧野良三（弟）
- 増田盛 - 増田寛也
- 松井良夫 - 松井一郎（良夫の会派は未詳　一郎も父と同じく大阪府議）
- 松本俊一 - 松本賢一（弟）
- 菊池大麓・箕作麟祥（大麓の従兄） - 美濃部達吉・鳩山秀夫（ともに大麓の娘婿）・長岡半太郎（麟祥の娘婿） - 美濃部亮吉（達吉の長男）
- 三浦寅之助 - 三浦隆（寅之助は社会民衆党→国民同盟→自由党。隆は民社党）
- 八木逸郎 - 八木一男（逸郎は立憲政友会→政友本党→立憲民政党。一男は左派社会党→社会党）
- 矢野政男 - 矢野登（弟）- 矢野哲朗
- 山川泰邦 - 山川泰博・山川仁（泰邦は沖縄自由民主党→自民党、泰博は日本維新の会、仁はれいわ新選組）
- 吉田資治 - 吉田万三
- 吉原三郎 - 吉原英一
- 米原章三 - 米原昶（章三は研究会所属の貴族院議員、昶は日本共産党所属の衆議院議員）
- 和田操 - 和田一仁

### 元議員

#### 自由民主党
- 愛知揆一 - 愛知和男（娘婿・養子）- 愛知治郎
- 青木正 - 青木正久
- 赤城宗徳 - 赤城徳彦（孫）
- 秋田清 - 秋田大助
- 芦田鹿之助 - 芦田均
- 天野頼義 - 天野公義
- 新井家光 - 新井悦二（弟）
- 久原房之助 - 石井光次郎（妻は久原房之助の長女・久子）
- 稲葉圭亮・稲葉修（圭亮の弟） - 稲葉大和（修の長男）
- 高橋龍太郎 - 伊吹文明（孫娘婿）
- 今津寛 - 今津寛史・今津寛介（寛史の弟）
- 岩上二郎 - 岩上妙子（妻）
- 上野公成 - 上野宏史（娘婿）
- 内海安吉 - 内海英男
- 宇野宗佑 - 宇野治（娘婿）
- 浦野幸男 - 浦野烋興
- 遠藤清海 - 遠藤武彦
- 大石八治 - 大石千八 - 大石秀政
- 大島勇太郎（青森県議会議長）・夏堀源三郎 - 大島理森（夏堀源三郎は叔父）[5]
- 亀井光 - 太田誠一（娘婿）
- 大坪保雄 - 大坪健一郎
- 大村清一 - 大村襄治
- 岡下信子 - 岡下昌平
- 岡部英男 - 岡部英明
- 小川平吉 - 小川一平・小川平二 - 小川元
- 小此木歌治 - 小此木彦三郎 - 小此木八郎
- 鍵田忠三郎 - 鍵田忠兵衛・鍵田美智子（妻）
- 亀井善彰・加藤貞吉 - 亀井善之 - 亀井善太郎
- 北川信次 - 北川謙次（信次の従兄弟。信次は社会党、謙次は社会党→無所属→自民党） - 北川イッセイ
- 北川石松 - 北川知克
- 北村義和 - 北村直人
- 木村勉－木村弥生
- 木村武千代 - 木村義雄
- 木村誓太郎 - 木村秀興 - 木村俊夫
- 久野忠治 - 久野統一郎
- 桜内幸雄 - 桜内義雄 - 桜内文城（孫婿）
- 左藤義詮 - 左藤恵 - 左藤章（娘婿）
- 斎藤昇 - 斎藤十朗
- 坂田貞 - 坂田道男 - 坂田道太
- 坂本朝次郎 - 坂本剛二 - 坂本竜太郎
- 笹山茂太郎 - 笹山登生
- 佐田一郎 - 佐田玄一郎（孫）
- 園田直・園田天光光（博之の義母） - 園田博之[6]
- 地崎宇三郎 (二代) - 地崎宇三郎 (三代)
- 二之湯智 - 二之湯武史・二之湯真士
- 丹羽喬四郎 - 丹羽雄哉
- 原田憲 - 原田憲治
- 原田昇左右 - 原田令嗣
- 肥田辰之助 - 肥田琢司・肥田広司（弟）
- 広川弘禅 - 広川シズエ（妻）
- 渡邊良夫 - 渡辺肇 - 渡辺紘三（弟）
- 綿貫栄 - 綿貫佐民（娘婿） - 綿貫民輔

#### 立憲民主党
- 赤松勇 - 赤松広隆
- 井上孝哉 - 石原幹市郎（孝哉三女の三起子夫）・石原三起子 - 石原健太郎（後に自由党） - 石原洋三郎
- 江田三郎 - 江田五月
- 梶原清- 梶原康弘
- 平野貞夫 - 樋高剛（娘婿）

#### 社会民主党・日本社会党
- 浅沼稲次郎 - 浅沼享子（妻）
- 伊瀬幸太郎 - 伊勢敏郎
- 稲村順三・稲村隆一（弟）- 稲村稔夫（順三の息子）
- 上野千重郎 - 上野雄文
- 小川豊明 - 小川三男（弟）
- 加藤鯛一・加藤勘十（弟）- 加藤シヅエ（勘十の妻）
- 河上丈太郎 - 河上民雄
- 川俣清音 - 川俣健二郎
- 菊川忠雄 - 菊川君子（妻）
- 小林正美 - 小林ちづ（妻）
- 須永好 - 須永徹（孫息子）
- 田健治郎 - 田英夫（孫息子）
- 戸叶薫雄 - 戸叶武 - 戸叶里子（妻）
- 平野力三 - 平野成子（妻）
- 細谷治嘉 - 細谷治通
- 松前重義 - 松前達郎・松前仰
- 山口重彦 - 山口シヅエ（後に自民党）
- 山田耻目 - 山田健一（娘婿）
- 山中吾郎 - 山中邦紀

#### 日本共産党
- 上田耕一郎 - 不破哲三（弟）
- 聴濤克巳 - 聴濤弘

なお日本共産党の世襲政治家に対する立場・考えについては世襲政治家#日本を参照のこと。

#### その他
- 井上勝 - 井上勝純（婿養子。妻は勝の次女・千八重子。実父は旧平戸藩主松浦詮） - 井上勝英（妻は林博太郎六女・美恵子）
- 大隈重信 - 大隈信常（重信の養子。実父は松浦詮） - 大隈信幸（妻は久原房之助の三女・馨子）
- 嘉田由紀子 - 嘉田修平
- 笠原潤一 - 笠原多見子
- 亀井静香 - 亀井郁夫（兄）
- 菊池長右衛門 (先々代) - 菊池長右衛門 (先代) - 菊池長右エ門
- 小池政恩 - 小池政臣 - 小池政就
- 近藤鉄雄 - 近藤洋介
- 松浦詮 - 佐竹義準（佐竹東家・佐竹銀子の養子）
- 下地米一 - 下地幹郎
- 菅川健二 - 菅川洋
- 中川俊思 - 中川秀直（娘婿）- 中川俊直
- 坪井一宇 - 中村哲治（娘婿）
- 中山成彬 - 中山恭子（妻）
- 野田卯太郎 - 松野鶴平 - 松野頼三 - 松野頼久
- 松岡洋右 - 松岡三雄（洋右の甥） -  松岡満寿男（妻の父は坂本実）
- 松浦詮 - 松浦厚
- 三木武夫・田中覚 - 松崎哲久
- 三木与吉郎 - 三木与吉郎 - 三木與吉郎 - 三木俊治
- 松本清 - 松本和那 - 松本和巳
- 石田博英 - 三宅雪子（孫）
- 宮島滉 - 宮島大典
- 山口六郎次 - 山口敏夫
- 渡辺美智雄 - 渡辺喜美

### 都道府県知事
- 天野久 - 天野建（久は民主党代議士→山梨県知事。建は石和町長→山梨県知事）
- 上田繁潔 - 上田清（繁潔は奈良県知事。清は大和郡山市長）
- 大野元美 - 大野元裕（孫）
- 中村時雄 - 中村時広（時雄は民社党代議士→松山市の首長。時広は日本新党代議士→松山市長→愛媛県知事）
- 三木申三 - 三木亨（申三は徳島県知事。亨は自民党参議院議員。）
- 三村泰右 - 三村輝文 - 三村申吾
- 宮下順一郎 - 宮下宗一郎（順一郎はむつ市長。宗一郎はむつ市長→青森県知事）
- 山本泰太郎（元群馬県草津町長） - 山本富雄 - 山本一太

### 市区町村長
- 相川宗次郎 - 相川曹司 - 相川宗一（浦和市（現さいたま市）長）
- 青木太郎 - 青木一（中野市長）
- 井上一成 - 井上信也 - 井上哲也（信也は一成の弟、ともに摂津市長、哲也は吹田市長）
- 岩井國臣 - 岩井茂樹（東伊豆町長）
- 内田喜久 - 内田康宏（岡崎市長）
- 小野信一 - 小野共（釜石市長）
- 木津三郎 - 木津雅晟（三郷市長）
- 久慈義巳 - 久慈義昭（久慈市長）
- 楠田幹人 - 楠田大蔵（幹人は筑紫野市長、大蔵は太宰府市長）
- 桑江朝幸 - 桑江朝千夫（沖縄市長）
- 児玉更太郎 - 児玉浩（安芸高田市長）
- 小林一夫 - 小林哲也（熊谷市長）
- 渋谷邦蔵 - 渋谷桂司（孫、清瀬市長）
- 杉山勝雄 - 杉山粛（むつ市長）
- 關一 - 關淳一（孫、大阪市長）
- 高橋喜一郎 - 高橋栄一郎（新庄市長）
- 塚本倉人 - 塚本勝人（甘木市（現朝倉市）長）
- 豊沢勇治 - 豊沢有兄（能代市長）
- 貫井清憲 - 貫井清英（神泉村（現神川町）長）
- 野田武義 - 野田武則（釜石市長）
- 坂東幸太郎 - 坂東徹（旭川市長）
- 藤代七郎 - 藤代孝七（船橋市長）
- 藤本熊雄 - 藤本昭夫（姫島村長）
- 松尾国松 - 松尾吾策（岐阜市長）
- 松野友（母） - 松野幸信（穂積町（現瑞穂市）長、幸信の父は岐阜県知事の松野幸泰）
- 森饗一 - 森宏範（三郷町長）
- 山口巖雄 - 山口貴裕（厚木市長）
- 山口吉暉 - 山口和彦（勝浦市長）
- 山崎栄次郎 - 山崎昇（甥、墨田区長）
- 横内要 - 横内公明（韮崎市長、公明の兄は山梨県知事の横内正明）
- 吉原三郎 - 吉原英一（岩井市（現坂東市）長）
- 若生照男 - 若生裕俊（富谷市長）
- 渡辺美智雄 - 渡辺喜美 - 渡辺美知太郎（喜美の甥。妻は栃木県議の渡辺幸子[7]。弟は新宿区議会議員の渡辺美智隆）

## アメリカ合衆国
- ジョン・アダムズ - ジョン・クインシー・アダムズ（長男）／トマス・ボイルストン・アダムズ（英語版）（三男） - ジョージ・ワシントン・アダムズ（ジョン・クインシーの長男）／チャールズ・フランシス・アダムズ・シニア（ジョン・クインシーの三男） - ジョン・クインシー・アダムズ2世（英語版）（チャールズ・フランシス・シニアの息子） - チャールズ・フランシス・アダムズ3世・・・「アダムズ家」
- ジョージ・H・W・ブッシュ - ジョージ・W・ブッシュ（長男）／ ジェブ・ブッシュ（三男）・・・「ブッシュ家」
- ベンジャミン・ハリソン5世 - ウィリアム・ヘンリー・ハリソン - ジョン・スコット・ハリソン - ベンジャミン・ハリソン8世 - ウィリアム・ヘンリー・ハリソン3世・・・「ハリソン家」
- ウィリアム・タフト - ロバート・A・タフト - ロバート・タフト・ジュニア - ロバート・アルフォンソ・タフト三世（英語版）
- ビル・クリントン - ヒラリー・クリントン（妻）
- ジョセフ・P・ケネディ - ジョン・F・ケネディ（次男）／ ロバート・ケネディ（三男）／エドワード・ケネディ（四男）・・・「ケネディ家」
- アーノルド・シュワルツェネッガー（元カリフォルニア州知事。ジョン・F・ケネディの姪であるマリア・シュライバー（英語版）と結婚。後に離婚）
- アルバート・ゴア・シニア - アル・ゴア
- フランクリン・ルーズベルト－セオドア・ルーズベルト・・・「ルーズベルト家」
- パット・ブラウン - ジェリー・ブラウン
- ヒューイ・ロング／ローズ・マコーネル・ロング - ラッセル・ロング
- ドナルド・トランプ - イヴァンカ・トランプ（娘、クシュナーの妻）／ジャレッド・クシュナー（イヴァンカの夫）

## イギリス
- 首相大ピット(父) - 首相小ピット(息子)
- 首相ソールズベリー侯爵(叔父) - 首相アーサー・バルフォア(甥)
- 植民地大臣ジョゼフ・チェンバレン(父) - 外務大臣オースティン・チェンバレン(息子)／首相ネヴィル・チェンバレン(息子)
- 大蔵大臣ランドルフ・チャーチル(父) - 首相ウィンストン・チャーチル(息子)

## カンボジア
- フン・セン - フン・マネット（長男）

## ニカラグア
- “タチョ”アナスタシオ・ソモサ・ガルシア - ルイス・ソモサ・デバイレ（長男）／“タチート”アナスタシオ・ソモサ・デバイレ（次男）

## ペルー
- アルベルト・フジモリ・スサーナ・ヒグチ（その後、離婚）[8] - ケイコ・フジモリ（長女）[8]・ケンジ・フジモリ（次男）[9]

## 大韓民国
- 金弘集 - 李始榮（娘婿） - 申翼熙（李始榮の義弟） - 申河均（申翼熙の息子）
- 尹雄烈 - 尹致昊 - 尹永善・尹致暎（従弟）・尹潽善（甥）
- 呂運亨 - 呂運弘（弟）
- 金佐鎮 - 金斗漢 - 金乙東（娘）
- 金東成 - 金玉烈（娘）
- 池青天 - 池達洙
- 金九 - 金信 - 金昊淵（孫婿）
- 兪鎮午 - 朴東鎮（娘婿）
- 李夏栄 - 李圭元 - 李鍾賛
- 李会栄 - 李鍾賛
- 趙炳玉 - 趙尹衡・趙舜衡
- 鄭一亨 - 鄭大哲 - 鄭皓駿
- 金炳魯 - 金鍾仁（孫） - 李宅敦（金炳魯の孫婿）
- 金復東 - 盧泰愚・琴震鎬（義弟）
- 陸寅修 - 朴正煕（義弟） - 朴槿恵・金鍾泌（朴正煕の姪の夫）
- 金大中 - 金弘一・金弘業・金弘傑
- 李相得 - 李明博（弟）
- 柳致松 - 柳一鎬
- 柳珍山 - 柳漢烈
- 劉守鎬 - 劉承旼
- 南平祐 - 南景弼
- 盧承煥 - 盧雄来
- 鄭石謨 - 鄭鎮碩
- 鄭雲甲 - 鄭宇沢
- 金哲 - 金ハンギル
- 金世培 - 金鍾奭
- 金守漢 - 金盛東
- 張志良 - 張大煥
- 張聖万 - 張済元
- 鄭周永 - 鄭夢準
- 千世基 - 千命基（弟）
- 徐秉洙 - 徐範洙（弟）
- 成完鍾 - 成一鍾（弟）
- 朴璟遠 - 朴炯遠（弟）
- 朴鐘圭 - 朴在圭（弟）
- 権正達・都英心（再婚夫婦） - 李宰栄（都の息子）
- 金槿泰・印在謹（夫婦）

## 朝鮮民主主義人民共和国
- 呂運亨 - 呂鴛九（娘）
- 許憲 - 崔昌益（娘婿）
- 金日成 - 金正日 - 金正恩
- 柳東悦 - 柳美英
- 洪命熹 - 洪錫亨（孫息子）
- 崔賢 - 崔竜海
- 呉振宇 - 呉日晶
- 呉白龍 - 呉琴鉄・呉鉄山
- 金格植 - 金大植（従兄弟）

## 中華人民共和国
- 毛沢東 - 江青（妻）
- 周恩来 - 李鵬（養子）
- 廖仲愷・何香凝 - 廖承志
- 葉剣英 - 葉選平
- 鄧小平 - 鄧樸方
- 劉少奇 - 劉源
- 習仲勲 - 習近平
- 薄一波 - 薄熙来
- 汪道涵 - 汪洋（甥）
- 姚依林 - 王岐山（娘婿）
- 兪啓威・張愛萍 - 兪正声（子、張の娘婿）

## 中華民国
- 孫文 - 孫科
- 張作霖 - 張学良・張学銘
- 蔣介石 - 蔣緯国・蔣経国 - 蔣孝文・蔣孝武・蔣孝勇・蔣孝厳 - 蔣万安
- 譚延闓 - 陳誠（娘婿） - 陳履安
- 郝柏村 - 郝龍斌
- 連震東 - 連戦 - 連勝文
- 周書府 - 周錫瑋
- 許世賢 - 張文英・張博雅
- 呉鴻麟 - 呉伯雄 - 呉志揚・呉志剛
- 黄永欽 - 黄敏恵
- 蘇貞昌 - 蘇巧慧
- 陳哲男 - 陳其邁
- 高育仁 - 高思博・朱立倫（娘婿）
- 陳水扁 - 陳致中
- 頼勁麟 - 頼品妤
- 陳明仁 - 陳明文（弟）
- 蘇嘉全 - 蘇震清（甥）
- 陳菊 - 李昆沢（甥）
- 李煥 - 李慶華・李慶安
- 劉盛良 - 江啓臣（娘婿）

## ベトナム
- ホー・チ・ミン - ノン・ドゥック・マイン（私生児）

## ミャンマー連邦共和国
- アウンサン - アウンサンスーチー

## タイ王国
- タクシン・シナワット - ペートンターン・シナワット - インラック・シナワット（タクシンの妹）

## インドネシア
- スカルノ - メガワティ・スティアワティ・スカルノプトゥリ

## フィリピン
- ホセ・ラウレル - サルバドール・ラウレル
- ジョスダド・マカパガル - グロリア・マカパガル＝アロヨ
- フェルディナンド・マルコス／イメルダ・マルコス（妻） - アイミー・マルコス（長女）／フェルディナンド・マルコス・ジュニア（長男）／ボンボン・マルコス（次男）
- ベニグノ・アキノ・ジュニア／コラソン・アキノ（妻） - ベニグノ・アキノ3世（長男）
- ロドリゴ・ドゥテルテ - サラ・ドゥテルテ（長女）／パオロ・ドゥテルテ（長男）／セバスチャン・ドゥテルテ（次男）

## インド
- モティラル・ネルー（英語版） - ジャワハルラール・ネルー - インディラ・ガンディー - ラジーヴ・ガンディー（長男）／サンジャイ・ガーンディー（次男）／ソニア・ガンディー（ラジーヴの妻）／メーナカー・ガーンディー（サンジャイの妻） - ラーフル・ガンディー（ラジーヴの息子）／ヴァルン・ガーンディー（サンジャイの息子）・・・「ネルー・ガーンディー・ファミリー」

## パキスタン
- ズルフィカール・アリー・ブットー - ベーナズィール・ブットー

## スリランカ
- ドン・スティーヴン・セーナーナーヤカ - ダッドリー・シェルトン・セーナーナーヤカ

- ソロモン・バンダラナイケ／シリマヴォ・バンダラナイケ（妻） - チャンドリカ・クマーラトゥンガ（次女）／アヌラ・バンダラナイケ（長男）

- D・A・ラージャパクサ - チャマル・ラージャパクサ（英語版）（長男）／マヒンダ・ラージャパクサ（次男）／ゴーターバヤ・ラージャパクサ（三男）／バジル・ラージャパクサ（四男）

- ラナシンハ・プレマダーサ - サジット・プレマダーサ

## シンガポール
- リー・クアンユー - リー・シェンロン

## アゼルバイジャン
- ヘイダル・アリエフ - イルハム・アリエフ

## シリア
- ハーフィズ・アル＝アサド - バッシャール・アル＝アサド

## コンゴ民主共和国
- ローラン・カビラ - ジョゼフ・カビラ

## トーゴ
- ニャシンベ・エヤデマ - フォール・ニャシンベ

## ケニア
- ジョモ・ケニヤッタ - ウフル・ケニヤッタ

## ハイチ
- フランソワ・デュヴァリエ - ジャン＝クロード・デュヴァリエ

## フランス
- ジャン＝マリー・ル・ペン - マリーヌ・ル・ペン - マリオン・マレシャル（マリーヌの姪でジャン＝マリーの孫娘）

## イタリア
- ベニート・ムッソリーニ - アレッサンドラ・ムッソリーニ（孫）
- アントニオ・セーニ - マリオ・セーニ／エンリコ・ベルリンゲル／フランチェスコ・コッシガ（後二者はともに甥）

## ギリシャ
- エレフテリオス・ヴェニゼロス - ソフォクリス・ヴェニゼロス／コンスタンディノス・ミツォタキス（甥）
- ゲオルギオス・パパンドレウ - アンドレアス・パパンドレウ - ゲオルギオス・アンドレアス・パパンドレウ
- コンスタンディノス・カラマンリス - コスタス・カラマンリス（甥）

## キューバ
- フィデル・カストロ／ラウル・カストロ（弟）

## トルクメニスタン
- グルバングル・ベルディムハメドフ - セルダル・ベルディムハメドフ